# Roger Willemsen
Pour les articles homonymes, voir Willemsen.
Roger Willemsen, né le 15 août 1955 à Bonn et mort le 7 février 2016 à Wentorf bei Hamburg, est un écrivain, journaliste et animateur de télévision allemand.

## Livres
Traduits en français
- Rencontres (titre original : Gute Tage: Begegnungen mit Menschen und Orten), traduit de l'allemand par Olivier Mannoni, 2007[2]

Traduits en anglais
- An Afghan journey, traduit de l'allemand par Stefan Tobler, Haus, 2007[3],[4]

En allemand
- Deutschlandreise, Eichborn, 2002[5]
- Der Knacks, Fischer, 2008[6],[7]
- Robert Musil, Piper, 1985[8]
- Das Existenzrecht der Dichtung: zur Rekonstruktion einer systematischen Literaturtheorie im Werk Robert Musils, Fink, 1984[9]
- Hier spricht Guantánamo Paroles de Guantanamo – interviews d'anciens prisonniers de Guantanamo, Affoltern am Albis 2006[10],

## Prix
- 1992 : « Das Goldene Kabel »
- 1992 : « Bayerischer Fernsehpreis » (Prix de la télévision de Bavière)
- 1993 : « Adolf-Grimme-Preis » (Prix Adolf-Grimme)
- 2009 : « Rinke-Preis » pour Der Knacks[7]